# Секст Емпирик
Секст Емпирик (грч. Σεξτος ο Εμπειρικος, 2. половина 2. века) је старогрчки филозоф и лекар, представник класичног античког скептицизма.

## Биографски подаци
Животни век Секста Емпирика није прецизно утврђен. Тако је Ф. Кудлин веровао да је Секстус живео око 100. године нове ере.; В. Волграф – да је Секст био на челу школе око 115-135. године нове ере. Најчешћи став је да је филозофија Секста Емпирика цветала крајем 2. века. Овог гледишта су се придржавали Л. Хаас, О. Папенхеим, М.М. Патрицк, Е. Зеллер, М. Дал Пра , В. Брокхард, А. Гоедекемеиер. Ово гледиште се заснива на чињеници да је у 3. веку Стоицизам престао да буде толико утицајан филозофски покрет да је изазивао тако жестоку полемику међу филозофима. Скептик би требало да критикује стоицизам као главну догматску доктрину свог времена. Међутим, није познато да ли је Секст имао стварну дебату са својим стоичким савременицима, или је једноставно критиковао стоицизам као врсту догматизма. Уз то, скептик критикује не само стоике, већ су позни грчки филозофи, истиче Д. А. Гусев, сматрали за исправно избегавање помињања својих савременика, без обзира на њихов однос према њима.
Гален из Пергама више пута помиње извесног Херодота, кога неки истраживачи идентификују као учитеља Секста Емпирика. Али Гален никада не помиње Секста, иако детаљно говори о медицинским трендовима и именује све познате лекаре. Он такође нашироко говори о скептицима, али никада не помиње емпиристе ни у једном ни у другом погледу.
Непознато је и место рођења. Сам Секст детаљно описује многе земље које је могао да посети, али све одвојено, без личне везе. У пресуди се помињу Секст из Либије и Секст из Хероније, обојица скептици, док се Секст из Хероније наводи као аутор дела Секста Емпирика. Међутим, „Суд“ многи истраживачи сматрају непоузданим, а, на пример, Е. Зеллер и В. Брокхард не узимају у обзир овај извор. Други (на пример, Л. Хас и В. Волграф) сматрају да је помињање прилично тачно и у складу са другим подацима. Истовремено, сам Секст Емпирик има само један помен Херонеје (Сект. Емп. Адв. матх. љ. 295) , и то само успутно.
Вероватно је живео у Александрији, Атини и Риму, тачни подаци нису сачувани. Из извештаја Диогена Лаертија и Галена јасно је да је Секст Емпирик био ученик Херодота из Тарса и да је, заузврат, имао ученика у личности Сатурнина. Надимак „емпиричар” добио је, по свој прилици, зато што је неко време припадао школи емпиријских лекара пре него што је постао скептик.
Секст Емпирик јасно показује да скептицизам не омета активну животну позицију: „скептик из љубави према човечанству (δια το φιλανθρωπος ειναι) жели, ако је могуће, да расуђивањем излечи уображеност и брзоплетост [закључака отирача]“ његово расуђивање као лек за догматско мишљење (П иррх.3, 280).

## Филозофија Секста Емпирика
Његова дела „Пиронове пропозиције” (Πυρρωνειοι υποτυπωσεις) и „Против научника” (Προς μαθηματικους) су главни извори филозофије античке филозофије.
У овом раду, Секст Емпирик систематизује основне појмове и методе скептичне филозофије, као што су позиција једнаког важења супротстављених судова (исостенија), атараксија (αταραξια) – равнодушност, епоха (εποχιια) – епоха (εποχηη) -αααααδαιασασας κιακαδασκηη) - бестрасност. Следе путеви скептицизма – десет Енезидемових и каснијих пет Агрипиних, као и појединачне скептичне тачке филозофа који нису скептици. Књиге 2 и 3 представљају становиште скептика о учењу догматичара у областима логике, физике (у модерном смислу, укључујући религију) и етике. Постоји много доказа и фрагмената из учења филозофа чија дела нису сачувана. Ова аргументација се затим детаљније открива у расправи „Против научника“.
Секст Емпирик дефинише своје схватање скептицизма као „скептичку способност“ (ουναμις), која супротставља феномене и ноумена на све могуће начине. Он је и промену стања догматичара како се филозоф развија као скептик опис: прво настаје сукоб (διαφωνια) разумевања, који доводи до неодлучности, затим до разумевања еквиваленције теза (ισοσθενεια), уздржавања. расуђивање (εποχη) и, на крају, до спокојства (αταραξια).
Такође, се понекад позива на своја дела о медицини и души, која до нас нису стигла.
Секст Емпирик је коначно формализовао скептицизам, дајући му потпуност. Пре њега, скептици су у суштини само критиковали догматске филозофије, указујући на неутемељеност њихових исказа, али нису доводили у питање сам скептицизам. У модерним терминима, то је више био агностицизам: веровање да свет не може бити потпуно познат. Скептицизам је постао управо скептицизам захваљујући Сексту Емпирику, који је принципе сумње применио на сам скептицизам: ово је једина филозофска позиција која сумња у себе. Тако су све могуће „заседе” догме и вере уклоњене из скептицизма (што многи његови критичари још увек не разумеју). Скептицизам је филозофија која се парадигматски разликује од других филозофија, јер у принципу не носи никакав позитиван садржај.
Методом расуђивања „са позиције непријатеља” користили су се и Сократ и Платон, који су у дијалозима често показивали лажност гледишта противника, а нису увек износили „како треба”, ограничавајући се на критику. Секст Емпирик је усвојио овај метод, вероватно преко Аркесилаја, и у свом расуђивању на исти начин користи премисе догматичара против њих самих, указујући на њихове унутрашње недоследности. Притом, скептик не гради сопствену теорију, већ само истиче да је у праву када критикује догматске филозофе.
Д.К.Маслов истиче да за стратегију побијања у дијалогу, Секст Емпирик, за разлику од својих претходника, има додатну премису: супротстављање аргумената, судова о свим питањима која се проучавају. Како истиче Секст Емпирик, скептичка способност се састоји у супротстављању феномена замисливом (Сект. Емп. Пиррх. 1 8), и као резултат тога скептик тврди нешто више од другог (Сект. Емп. Пиррх. 1 188- 191). Обично, када се људи противе нечему, почињу да траже истину, покушавајући да утврде где је истина, а где лаж. Скептици супротстављају супротне тезе са једнаком доказивом, не препознајући ништа као истинито или лажно. Скептици не побијају своје противнике доказујући нетачност својих теза, већ истичу да је немогуће доказати њихову истинитост. Истовремено, аргументи скептика такође више нису демонстративни, а сам скептички аргумент је самопобијајући када се користи самореференцијално.
Тако се стратегија расуђивања Секста Емпирика своди на две тезе, које је први идентификовао Р. Ла Сала, и поменуту трећу тезу:
- прихватање поставке противника;
- извлачећи из њих контрадикторне последице, односно демонстрирање недоследности концепта противника;
- навођење супротстављених аргумената и пресуда о свим покренутим питањима.

Главни метод скептика је употреба принципа непротивречности: „Међутим, у сваком случају немогуће је да иста ствар буде и постојећа и непостојећа“ (Сект. Емп. Адв. матх. 1. 295), „Иста ствар по природи не може да комбинује супротности“ (Сект. Емп. Адв. матх. 11 74). Принцип непротивуречности је изузетно важан: ако се не прихвати без грешке, онда су свако истраживање и расуђивање бесмислени.

### Схватање феномена Секста Емпирика
Секст Емпирик је истакао да не само чулне сензације, већ и предмете треба доживљавати као феномене.сли (Сект. Емп. Пиррх. 8, 362), разум (Сект. Емп. Пиррх. 8, 141) и разум (Сект. Емп. Пиррх. 7, 25). Па чак и филозофске изјаве као што је „Задржао сам суд“. Све такве појаве скептик описује као хроничар: „оно што ми се тренутно чини” – сликовито говорећи, одвајајући „ја-размишљање” од „ја-осећања”.
У својим текстовима, филозоф често користи реч „изгледа” у смислу „привидно”, а не у дословном смислу феномена, што указује на заједничко значење: у сваком случају, говоримо о ономе што изгледа или се појављује. скептику. Важно је разумети: скептик увек узима у обзир оно што сам опажа, осећа и образлаже, али је нетачно поистовећивати скептичку перцепцију са потпуним субјективизмом или феноменализмом. Субјективизам је догматизам, док скептик своја стања и искуства проглашава нечим што не зависи од њега, већ се њиме непосредно доживљава.
Секст Емпирик супротставља феномене – оно што је човеку доступно за перцепцију и разумевање – „скривеним“, „неочигледним“, а концепт репрезентације је близак афекту. Секст често користи терминологију стоика, поистовећујући изглед и представљање: „Критеријум скептичног начина живота, дакле, називамо појавом (το φαινομενον), називајући тако по значењу њеном представом (φαντασια); која се састоји у осећањима и невољним осећањима (παθος), она лежи изван сваког истраживања“ (Сект. Емп. Пиррх 1, 22). Дакле, филозоф користи појмове „феномен”, „репрезентација” и „афекција” готово као синониме, само у различитим контекстима: да супротстави „скривено”, „ствар по себи” – „феномен”, феноменима стварности – „репрезентација“, и „афекција“ – када је потребно нагласити да појава не постоји сама по себи, већ у нашој перцепцији.
Секст Емпирик користи појам феномена у неколико значења. Феномен је нешто што се не може довести у питање, односно нешто што човек опажа нехотице, без обзира на његову жељу. То су наше перцепције, идеје и утицаји. Он такође свакодневицу сврстава у феномене какав јесте, без примене тумачења догматским спекулацијама.
Дакле, филозоф прелази са чисте епистемологије на психологију. Феномен више није основа знања, већ живота као таквог, а скептицизам није теоријско учење одвојено од стварности, већ природна људска способност. Зато скептик може да живи активно, не противречи скептицизму, а не неактивно, што су Пиро и други екстремни скептици тврдили као недостижни идеал.

### Скептицизам и животна пракса
В. П. Лега истиче да је Секст Емпирик развио скептицизам не као апстрактно „зло расуђивање“, већ зато што га је сматрао природним, који одговара људској природи. Ако пажљиво читате, важно је да Секстови текстови не говоре о скептицизму као о апстрактној теорији, већ о природној скептичкој способности човека: „Скептична способност (δυναμις) је оно што је у највећој могућој супротности са појава (φαινομενον) са замисливим (νοουμενον)“ (Сект. Емп. Пиррх. 1. 8) Секст користи термин „способност“ у вези са лечењем, памћењем, расуђивањем, умом, душом и занатом – то јест, управо да означи природне способности човека. Не помиње се „догматска способност“: таква може бити само позиција. Дакле, свака особа има скептичку способност, па свако може да напусти догматизам и постигне атараксију (Сект. Емп. Пиррх. 1, 21-24).
Секст Емпирик описује оно на шта се ослања у свом животу у облику четвороструке схеме (Сект. Емп. Пир 1, 23-24):
- скептик, као и сви људи, осећа и мисли;
- скептик се покорава захтевима телесних осећања, потребама тела: ако хоће да пије,једе итд.;
- скептик следи прихваћене традиције, законе и прописе;
- скептик може да научи професију.

Истовремено, скептик схвата да су традиције условне и недоказиве у смислу истине, а у медицини (Секстус и многи други древни скептици су били лекари) он не говори о скривеним узроцима болести, већ се руководи симптомима ( феномена), из чега изводи закључке о неопходном лечењу.
Пирон је писао: „људске радње руководе се само законом и обичајима“ (Диог.Л. 9 61). Дакле, одбијајући да изрази догматско мишљење, скептик се не налази у позицији Буридановог магарца: нема забране „практичног живота“, постоји само одрицање од охолости у односу на истину.
Међутим, ова позиција је пристрасна: скептицизам се сматра унутрашње контрадикторним, а позиција скептика се сматра неискреном. Скептицизам се јавља као негативан догматизам, док скептик увек оставља могућност побијања скептичких тропа (Сект. Емп. Пиррх. 1 226): он не пориче истину, већ сумња у оно што се као такво представља. Заборавља се да је Секст Емпирик говорио о критеријумима деловања (Сект. Емп. Пиррх. 1 21-24), а не о познавању „праве суштине“ ствари. На пример, да бисте се окупали, не морате проучавати сва својства воде - важно је само да је чиста и да има прихватљиву температуру. Секстово схватање скептицизма искључиво као критеријума истине је искривљавање суштине његове позиције.
М. Габријел истиче да је концепт „јаког и слабог“ скептицизма бесмислен, јер је циљ скептицизма практичан живот без догме. Оно што је скептику важно је постизање мира, а не максимизирање броја доведених у питање уверења.
Важно је разумети шта се тачно сматрало мишљењем у то време. У најмању руку, водеће филозофске школе – стоици и академици – схватале су мишљење управо као активан суд или одобравање, односно свесно прихватање умом одређене идеје. Овај суд је одговарао Платоновом схватању мишљења, описаном у Теетету [189е-190а]: на крају процеса мишљења, душа, „схвативши нешто, то одређује и више не оклева – тада то сматрамо својим мишљењем”. Дакле, мишљење се увек формира активно.
Секст Емпирик говори посебно о процесу формирања мишљења, а посебно о активном пристанку на одређене идеје, а не о појму мишљења као таквог и његовој разлици од недогматског мишљења. Важна је и употреба термина „δογμα” и „δοξα”: за Секстовог живота „догма” је већ означавала одређену доктрину. Логично је претпоставити да је филозоф догму схватао као одређену доктрину, а не само мишљење („δοξα“). Ову разлику речи Секст јасно изражава: за њега се догма посебно односи на филозофију.

### Однос према религији
Секст Емпирик је критиковао не само народне митове, већ и рационалне основе религије: присуство богова није очигледно и не може се доказати (Сект. Емп. Адв. матх. 3. 9). Он такође доводи у питање постојање провиђења, постојање душе итд. Међутим, он истовремено пише: „Следећи живот без догме, кажемо да постоје богови, и обожавамо богове, и приписујемо им способност провиђења“ (Сект. Емп. Адв. матх. 3. 2 ). Испоставља се да са његове тачке гледишта постоји одређена перспектива у којој је скептицизам компатибилан са религијом. Секстова изјава о обожавању богова није једина таква чињеница. Диоген Лаертије помиње да је оснивач античког скептицизма Пирон био првосвештеник Елиде (Диог. Лаерт. 9 64).